# Nadazowski Państwowy Uniwersytet Techniczny
Nadazowski Państwowy Uniwersytet Techniczny (ukr. Приазовський державний технічний університет) – ukraińska techniczna szkoła wyższa w Mariupolu na Ukrainie, najstarszy uniwersytet w mieście (zał. 1929 r.). Kształcenie prowadzone jest w 40 specjalnościach na 10 fakultetach.